# Tóth János (televíziós sorozat)
A Tóth János 2017 és 2019 között vetített magyar szitkom, aminek a főrendezője Lakos Nóra. A Duna Médiaszolgáltató csatornáin korábban futó Munkaügyek című sorozat spin-offja, bár ahhoz csak a főszereplő személyén keresztül kötődik. Ahogy az előző sorozatban is, Mucsi Zoltán alakítja Tóth János karakterét, illetve visszatérő szereplő még a Munkaügyekből  Csoma Judit, aki János anyját alakította néhány részen át. További szerepekben Csémy Balázs, Bozó Andrea, Kőszegi Ákos, Rujder Vivien, Szabó Simon, Sodró Eliza és  Molnár Áron látható.
Bár a sorozat elkülönül a Munkaügyektől mind történetben, és később mind műfajban, bizonyos esetenként felveszi a fonalat az elődjével, már csak a szereplőkön keresztül (például Molnár Piroska egy rész erejéig visszatér Elvira szerepében).
A sorozat első epizódja 2017. március 9-én indult a Dunán, az utolsó epizódja 2019. március 28-án került adásba.

## Ismertető
A történet ott veszi fel a fonalat, amikor az 55 éves Tóth János elveszti a Fővárosi Munkaügyi és Munkavédelmi Felügyeletnél betöltött állását. Az agglegény Tóth haza nem költözhet, mert anyja összeköltözött húsz évvel fiatalabb szeretőjével, aki mellesleg a főhős gyerekkori barátja. Tóth ezért kénytelen összebútorozni Kőszegről a fővárosba költözött egyetemista unokaöccsével, Balázzsal. A két férfi együtt indul el a felnőtté válás rögös útján, és próbálnak boldogulni az őket érő nehézségekben: munkaszerzés, gyors meggazdagodási kísérlet, nőügyek és minden egyéb, ami csak két agglegényt érinthet. 

## Szereplők

### Főszereplők
| Szerep                 | Színész       | Megjegyzés                                           | Évadok |
| ---------------------- | ------------- | ---------------------------------------------------- | ------ |
| Tóth János             | Mucsi Zoltán  | Állástalan köztisztviselő, a sorozat cím- és főhőse. | 1–2.   |
| Molnár Balázs          | Csémy Balázs  | Gyógyszerészhallgató, János unokaöccse.              | 1–2.   |
| Pethőné Farkas Valéria | Bozó Andrea   | Takarítónő, János szerelme, majd felesége.           | 1–2.   |
| Tóthné Tomán Ildikó    | Csoma Judit   | János anyja, 20 éve megözvegyült.                    | 1–2.   |
| Dr. Böcskei Richárd    | Kőszegi Ákos  | János anyjának szeretője, háziorvos.                 | 1–2.   |
| Farkas Szilvia         | Rujder Vivien | Valéria lánya, pultos, később stewardess.            | 1–2.   |
| Dr. Angyal Levente     | Szabó Simon   | János pszichológusa.                                 | 1.     |
| Szilvike, "Sziszkó"    | Sodró Eliza   | Farkas Szilvia unokatestvére.                        | 2.     |
| Zsombor                | Molnár Áron   | Balázs és Szilvike lakótársa, katolikus pap.         | 2.     |

### Mellékszereplők
| Szerep         | Színész            | Megjegyzés                                        | Évadok |
| -------------- | ------------------ | ------------------------------------------------- | ------ |
| Reman          | Alim Adilov        | Balázs és János kurd szomszédja.                  | 1–2.   |
| Pásztor Léna   | Jordán Adél        | Befektető, Jánosék üzlettársa.                    | 1–2.   |
| Zeke Máté      | Rubóczki Márkó     | Léna unokaöccse.                                  | 1–2.   |
| Parádi Csenge  | Szilágyi Csenge    | Léna unokahúga.                                   | 1–2.   |
| Horváth Kálmán | Nagypál Gábor      | Szerb származású marketinges, Jánosék munkatársa. | 1.     |
| Kiss Pál       | László G. Attila   | Balázs és János lakótársa, mozdonygép-szerelő.    | 1.     |
| Pultos Gyuszi  | Pásztor Pál        | Pultos a Daru nevű presszóban.                    | 1.     |
| Bredár József  | Sarkadi Kiss János | A Malacos nevű étterem tulajdonosa.               | 2.     |
| Sánta Kadosa   | Gáspár Sándor      | Jánosék új szomszédja, informatikus.              | 2.     |
| Emese          | Szalay Krisztina   | Jánosék új szomszédja, Kadosa felesége.           | 2.     |
| László         | Egger Géza         | Pultos a Malacosban.                              | 2.     |
| Károly         | Cserna Antal       | Takarító a Malacosban, János volt osztálytársa.   | 2.     |
| Ervin          | Takátsy Péter      | Gyógyszerügynök, Balázs munkaadója.               | 2.     |
| Móni           | Gáspár Kata        | Balázs barátnője.                                 | 2.     |

## Epizódok
| Évad | Évad | Részek száma | Részek száma | Eredeti sugárzás  | Eredeti sugárzás  |
| Évad | Évad | Részek száma | Részek száma | Évadbemutató      | Évadzáró          |
| ---- | ---- | ------------ | ------------ | ----------------- | ----------------- |
|      | 1.   | 52           | 52           | 2017. március 9.  | 2018. március 8.  |
|      | 2.   | 52           | 52           | 2018. március 22. | 2019. március 28. |